# Việt Nam ơi
"Việt Nam ơi" là bài hát đầu tay được sáng tác và thể hiện bởi nam ca sĩ người Việt Nam Bùi Quang Minh (Minh Beta). Thuộc thể loại nhạc pop, dance và electro, ca khúc được ra mắt lần đầu vào tháng 8 năm 2011 nhân dịp kỷ niệm ngày Quốc khánh Việt Nam, nhưng trở nên nổi tiếng và được công chúng yêu thích sau sự kiện đội tuyển bóng đá U-23 nước này lọt vào trận chung kết của Giải vô địch bóng đá U-23 châu Á 2018 và giành vị trí á quân. Ca khúc kể từ đó đã trở thành "bài hát quốc dân" và thường xuyên được phát trong các chương trình bóng đá trên khắp cả nước, cũng như gắn liền với những giải đấu thể thao lớn mà các đội tuyển đại diện Việt Nam giành được thành tích nổi bật.  

## Bối cảnh
Vào năm 2011, Minh Beta đã được trao học bổng toàn phần để sang Mỹ theo học Thạc sĩ ngành Quản trị kinh doanh tại Đại học Harvard. Đây cũng là thời điểm anh gác lại công việc kinh doanh trong tâm trạng của một người phải chuẩn bị rời xa quê hương, cũng như băn khoăn trước lựa chọn phát triển sự nghiệp tại đất khách hoặc trở về nước sau khi hoàn thành khóa học. Cảm nhận được những biến động về kinh tế – xã hội thời điểm đó và những tâm lý tiêu cực của mọi người về cuộc sống ở Việt Nam, anh đã quyết định "viết ra thành bài hát để thể hiện tình cảm với quê hương đất nước, tự nhắc nhở bản thân, cũng như muốn mọi người có tinh thần tích cực hơn với quê hương đất nước mình, dù mọi việc vẫn còn khó khăn phía trước".
Minh cũng cho biết thêm, anh mong muốn viết một bài hát mới về đề tài yêu nước với cách thể hiện mới mẻ hơn so với những bài hát quen thuộc về cùng chủ đề trước đó: "Tôi muốn thực hiện một ca khúc khơi dậy lòng yêu nước, tự hào dân tộc bằng phong cách trẻ trung, hiện đại để dễ cảm thụ hơn và ai cũng có thể hát được nhanh nhất". Vốn không phải là một nhạc sĩ chuyên nghiệp, anh đã tự minh tìm hiểu cách viết nhạc trên mạng, đồng thời học hỏi thêm kinh nghiệm từ những người đi trước.

## Sáng tác và sản xuất
Ca khúc "Việt Nam ơi" đã được Minh Beta sáng tác dựa trên cảm hứng về tiếng gọi "Việt Nam ơi" thân thuộc. Minh cho biết toàn bộ lời bài hát và giai điệu đã được anh hoàn thiện chỉ trong vòng 30 phút, nhưng khi thu âm thì phải đến lần thứ năm anh mới nhận được bản thu ưng ý. Tác phẩm được hòa âm với sự pha trộn giữa các thể loại pop, dance và electro, mang phong cách sôi động, trẻ trung. Một đĩa đơn cùng tên đã được phát hành trong tháng 8 năm 2011 với bốn bản nhạc được phối theo bốn phong cách khác nhau, trong đó các nhạc sĩ Nguyễn Hải Phong, Nguyễn Đình Vũ và Phúc Bồ là những người tham gia sản xuất các bản phối.
Nội dung của bài hát phản ánh tinh thần của người trẻ Việt Nam hiện đại, năng động, đồng thời luôn mang trong mình niềm tự hào và tình yêu với quê hương, đất nước. Bài hát mở ra một khung cảnh tươi sáng với những con đường, góc phố thân quen, gần gũi trong ký ức và tuổi thơ của nhiều người. Tiếng trẻ thơ vui đùa trong nắng, gió tạo nên hình ảnh đất nước nên thơ, hiền hòa: "Và gió qua tán cây / Hòa trong tiếng trẻ thơ đùa vui cười / Và nắng trên lá reo / Ngày xanh tươi sáng Việt Nam hỡi." Ở phân đoạn tiếp theo, Minh Beta sử dụng nhiều hình ảnh đặc trưng ở từng vùng miền, từ vùng nông thôn "đồng xanh thơm hương lúa" đến nơi thành thị "nhà cao xe giăng phố", từ miền biển "đảo xa mênh mông sóng" đến miền núi "đồi cao bay mây trắng", đề cao tinh thần đoàn kết của người dân Việt Nam. Thông qua đó, nam ca sĩ cũng thể hiện niềm tin, quyết tâm của thế hệ trẻ vào tương lai phát triển của đất nước: "Bao nhiêu con người / Chung tay xây đời / Niềm tin nơi một Việt Nam sáng tươi." Hai tiếng "Việt Nam" được lặp lại liên tục trong ba câu ngắn của phần điệp khúc, khơi gợi lòng tự tôn, tự hào dân tộc trong mỗi người, đồng thời như là một lời nhắc nhở về cội nguồn của bản thân: "Việt Nam hỡi / Việt Nam ơi / Tự hào hát mãi lên Việt Nam ơi." Cuối bài hát còn có sự góp giọng của các em nhỏ được Minh Beta mời đến, cùng truyền đi thông điệp tích cực của bài hát.  

### Video âm nhạc
Một video âm nhạc (MV) cho ca khúc đã được thực hiện bởi hai nhóm làm phim trẻ là Fast Food Films và CR Media, do Nguyễn Mạnh Tuấn (Michael Tuno) đạo diễn. Quá trình sản xuất MV được tiến hành trong studio với khoảng 20 giờ ghi hình và kinh phí lên đến hơn 100 triệu đồng. MV tái hiện khung cảnh của một xã hội Việt Nam thu nhỏ với những con người năng động, thân thiện và hiếu khách, nhưng áp lực từ cuộc sống thành thị khiến họ có những cư xử thiếu văn minh. Minh Beta xuất hiện trong tạo hình của một chàng trai yêu đời, luôn giúp đỡ những người xung quanh và cùng hướng mọi người đến niềm vui và lối sống tích cực. Theo đạo diễn Mạnh Tuấn, MV được xây dựng dưới hình thức concept nhằm "gửi gắm những câu chuyện đời thực nhưng được thể hiện biến hóa, ẩn dụ bằng hình ảnh", qua đó "khơi dậy những vẻ đẹp, đức tính tốt của con người Việt Nam mà nhiều người đang bỏ quên". MV cũng có sự góp mặt của các nghệ sĩ khách mời như Thái Hòa, Khánh Thi, Dương Triệu Vũ, Lệ Quyên, Đinh Ngọc Diệp, Tùng Leo, Wanbi Tuấn Anh và nhóm It’s Time; vào cuối video, các nghệ sĩ tự mình viết nên một định nghĩa về quê hương bắt đầu bằng cụm từ "Việt Nam trong tôi là".
Sau khi ra mắt MV đầu tiên, phiên bản thứ hai của MV "Việt Nam ơi" – phát hành vào tháng 10 năm 2011 – đã được Minh Beta và đội ngũ sản xuất của NCT Production thực hiện với các phân đoạn quay ngoại cảnh ghi lại cuộc sống và con người ở từng địa phương, sử dụng bản phối hoàn toàn mới so với MV trước.

## Danh sách bài hát
| Tải xuống kỹ thuật số/phát trực tuyến | Tải xuống kỹ thuật số/phát trực tuyến | Tải xuống kỹ thuật số/phát trực tuyến |
| STT                                   | Nhan đề                               | Thời lượng                            |
| ------------------------------------- | ------------------------------------- | ------------------------------------- |
| 1.                                    | "Việt Nam ơi"                         | 4:09                                  |
| 2.                                    | "Việt Nam ơi (Chill Mix)"             | 4:34                                  |
| 3.                                    | "Việt Nam ơi (Dance Mix)"             | 4:14                                  |
| 4.                                    | "Việt Nam ơi (Club Mix)"              | 4:32                                  |
| Tổng thời lượng:                      | Tổng thời lượng:                      | 17:29                                 |

## Đón nhận và phổ biến
— Minh Beta chia sẻ về sáng tác "Việt Nam ơi" của chính mình vào năm 2019.
Ca khúc "Việt Nam ơi" được ra mắt chính thức vào dịp kỷ niệm ngày Quốc khánh Việt Nam năm 2011 và đã nhận được sự ủng hộ ban đầu từ một bộ phận khán giả trẻ; bài hát cũng được xem là thành công ban đầu của Minh Beta trong sự nghiệp sáng tác và biểu diễn âm nhạc. Vào thời điểm ra mắt ca khúc, đội tuyển bóng đá U-23 quốc gia Việt Nam đang trải qua quãng thời gian được xem là tệ nhất đối với họ; nhưng sau loạt thành công vang dội của đội tuyển vào đầu năm 2018 với việc lọt vào đến trận chung kết của Giải vô địch bóng đá U-23 châu Á 2018 tổ chức tại Trung Quốc, "Việt Nam ơi" đã trở nên nổi tiếng và lan truyền rộng rãi. Đoạn video được biên tập lại của bài hát, vốn đã được sử dụng từ chương trình Bước nhảy mùa xuân phát sóng vào dịp Tết Bính Thân 2016, đã được Đài Truyền hình Việt Nam (VTV) phát lại liên tục giữa các chương trình trực tiếp trận đấu của đội tuyển U-23 trong suốt giải và nhanh chóng lan tỏa trong những cuộc tuần hành ăn mừng chiến thắng của người Việt trên khắp các đường phố. Về sau, hàng loạt phiên bản MV cổ động của "Việt Nam ơi" đã được VTV biên tập lại với các hình ảnh lồng ghép sinh động hơn về những chiến tích của bóng đá Việt Nam; bài hát theo đó ngày càng phổ biến và được yêu thích trong cộng đồng người hâm mộ, dần trở thành "bài hát quốc dân" gắn liền với những sự kiện thể thao quan trọng ở quốc gia này. Đặc biệt, bài hát còn được sử dụng như một bài hát cổ động cho các đội tuyển bóng đá quốc gia Việt Nam, nhất là vào những thời điểm các đội tuyển này giành được những thành tích khởi sắc. Nhận định về sức ảnh hưởng của ca khúc "Việt Nam ơi", nhạc sĩ Anh Tuấn – cựu thành viên nhóm MTV cho biết: "Tuy ca khúc không viết dành riêng cho bóng đá nhưng nói lên niềm tự hào dân tộc, lại rơi đúng thời điểm bóng đá Việt Nam trong giai đoạn chuyển mình để vươn lên tầm cao mới, [...] thì lúc này lòng tự hào dân tộc bùng lên dữ dội. Người người hát vang ca khúc này và thuộc nằm lòng cũng là điều tất yếu và dễ hiểu bởi nó rất phù hợp với cảm xúc của nhiều người với bóng đá Việt Nam ở thời điểm này".
Tính đến năm 2021, MV gốc của ca khúc đã thu về hơn 5,7 triệu lượt xem trên YouTube. Theo tiết lộ của Minh Beta trong một chương trình truyền hình, "Việt Nam ơi" đã mang lại một khoản thu nhập hàng tháng lên đến vài nghìn phần trăm so với chi phí ban đầu khoảng 10 triệu đồng mà anh đã bỏ ra để thực hiện ca khúc.
Vào tháng 3 năm 2020, Minh Beta đã viết lại phần lời cho ca khúc và đặt tên mới là "Việt Nam ơi! Đánh bay COVID!", nhằm động viên tinh thần và kêu gọi sự đoàn kết của cộng đồng trước những tác động tiêu cực của đại dịch COVID-19 tại Việt Nam. Ca khúc đã được Bộ Y tế nước này lựa chọn làm một trong những bài hát tuyên truyền phòng chống dịch COVID-19, đồng thời được hỗ trợ để sản xuất thành video âm nhạc. Phiên bản tiếng Anh của bài hát cũng đã được chính tác giả chuyển ngữ và ra mắt sau đó vào tháng 4 cùng năm. Tháng 1 năm 2022, "Việt Nam ơi! Đánh bay COVID!" đã được chọn làm nhạc nền cho cuộc thi "Vượt qua nỗi sợ nCoV" do Trung ương Đoàn Thanh niên Cộng sản Hồ Chí Minh và Trung ương Hội Sinh viên Việt Nam phát động, xác lập kỷ lục Việt Nam về bài tập thu hút số người tham gia thực hiện video clip nhiều nhất với hơn 5.300 bài dự thi trong ba tháng tổ chức.